# 玛丽·林德格伦
玛丽·林德格伦（瑞典語：Marie Lindgren，1970年3月26日—），瑞典女子自由式滑雪运动员。她曾代表瑞典参加1992年和1994年冬季奥林匹克运动会自由式滑雪比赛，获得一枚银牌。